# Sodenberg-Kapelle

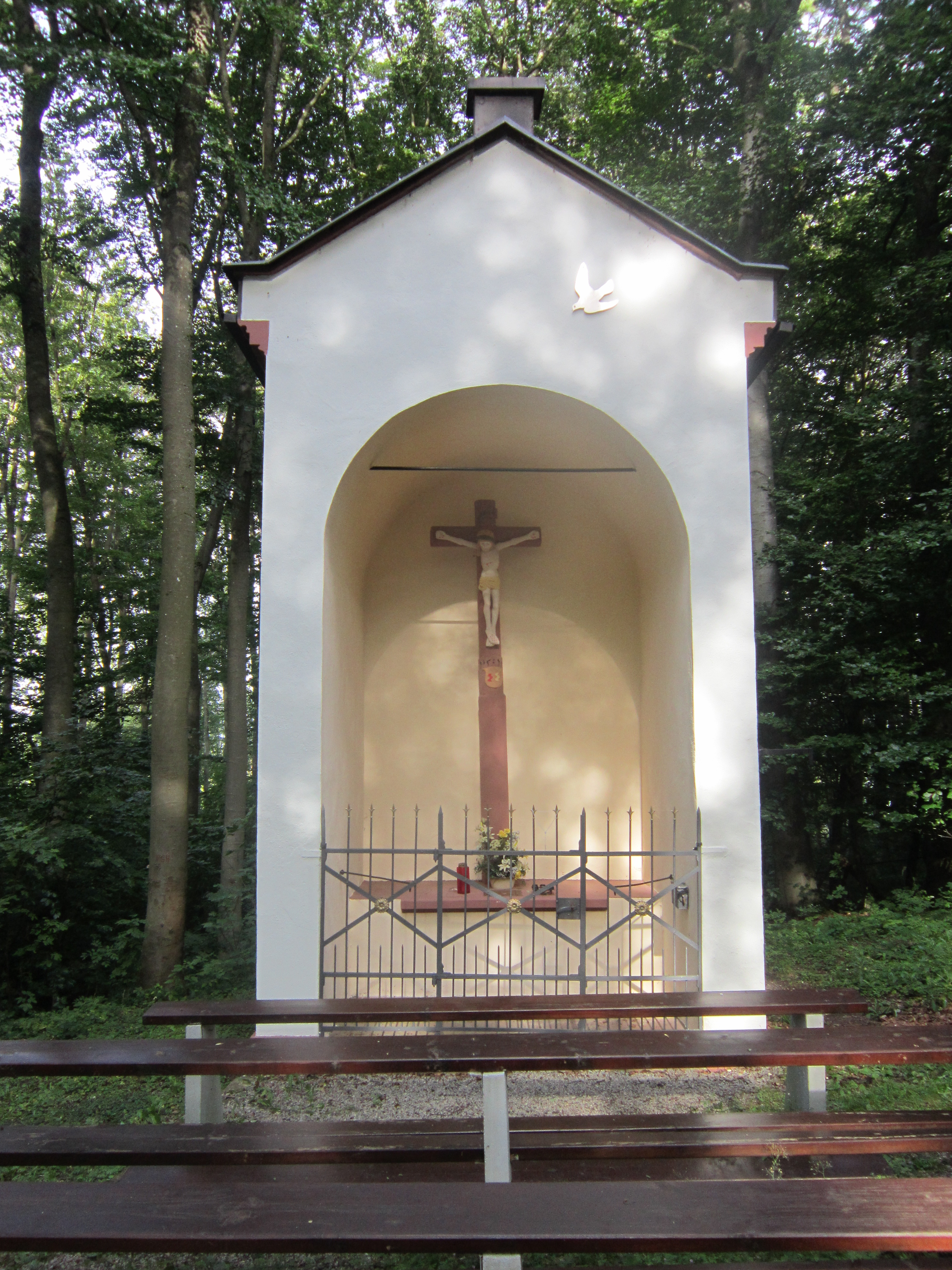
Die Sodenberg-Kapelle

Die Sodenberg-Kapelle befindet sich auf dem Sodenberg, einer Erhebung in der unterfränkischen Kleinstadt Hammelburg im Landkreis Bad Kissingen. Das in der Kapelle befindliche Kreuz gehört zu den Hammelburger Baudenkmälern und ist unter der Nummer D-6-72-127-201 in der Bayerischen Denkmalliste registriert.

## Geschichte
Der gegliederte, aus gelbem Sandstein bestehende Kreuzstamm trägt unter dem Korpus die Jahreszahl 1535 sowie ein Wappen mit Doppelkreuz. Das Kruzifix entstand auf Veranlassung von Philipp von Thüngen und wurde möglicherweise bereits zur Zeit des Bauernaufstandes von 1525 zum Ziel von Wallfahrten, die in der zweiten Hälfte des 19. Jahrhunderts einen Höhepunkt fanden. Die Kreuzpflege Sodenberg sammelte Geld für notleidende Familien und Ortschaften.
Die Kapelle steht am Rand des auf dem Sodenberg befindlichen Kraters und entstand im Jahr 1892 als Schutzbedachung für das Kreuz.